# بيت إمرين
بيت إمرين هي قرية فلسطينية في مدينة نابلس بالضفة الغربية، تابعة إدارياً لبلدية نابلس وتبعد عنها 18 كم، على ارتفاع 430 متر عن سطح البحر. تحيط بها برقة، ياصيد، جبع، سبسطية ونصف جبيل.وتبلغ مساحة أراضيها حوالي 12100 دونم. 

## سبب التسمية
كلمة إمرين سريانية الأصل بمعنى الشيوخ والأمراء ويصبح معنى الإسم بيت الشيوخ او بيت الأمراء.

## السكان
بلغ عدد سكان القرية عام 1922 حوالي (527) نسمة، وفي عام 1945 حوالي (860) نسمة وفي عام 1967 كان حوالي (1009) نسمة وفي عام 1987 ارتفع إلى (1640) نسمة وفي عام 1996 وصل إلى (1668) نسمة، وفي عام 2017 وصل إلى (3294) نسمة. يعود أصل سكان القرية إلى بلدة برقة وبني حسن شرق الأردن.

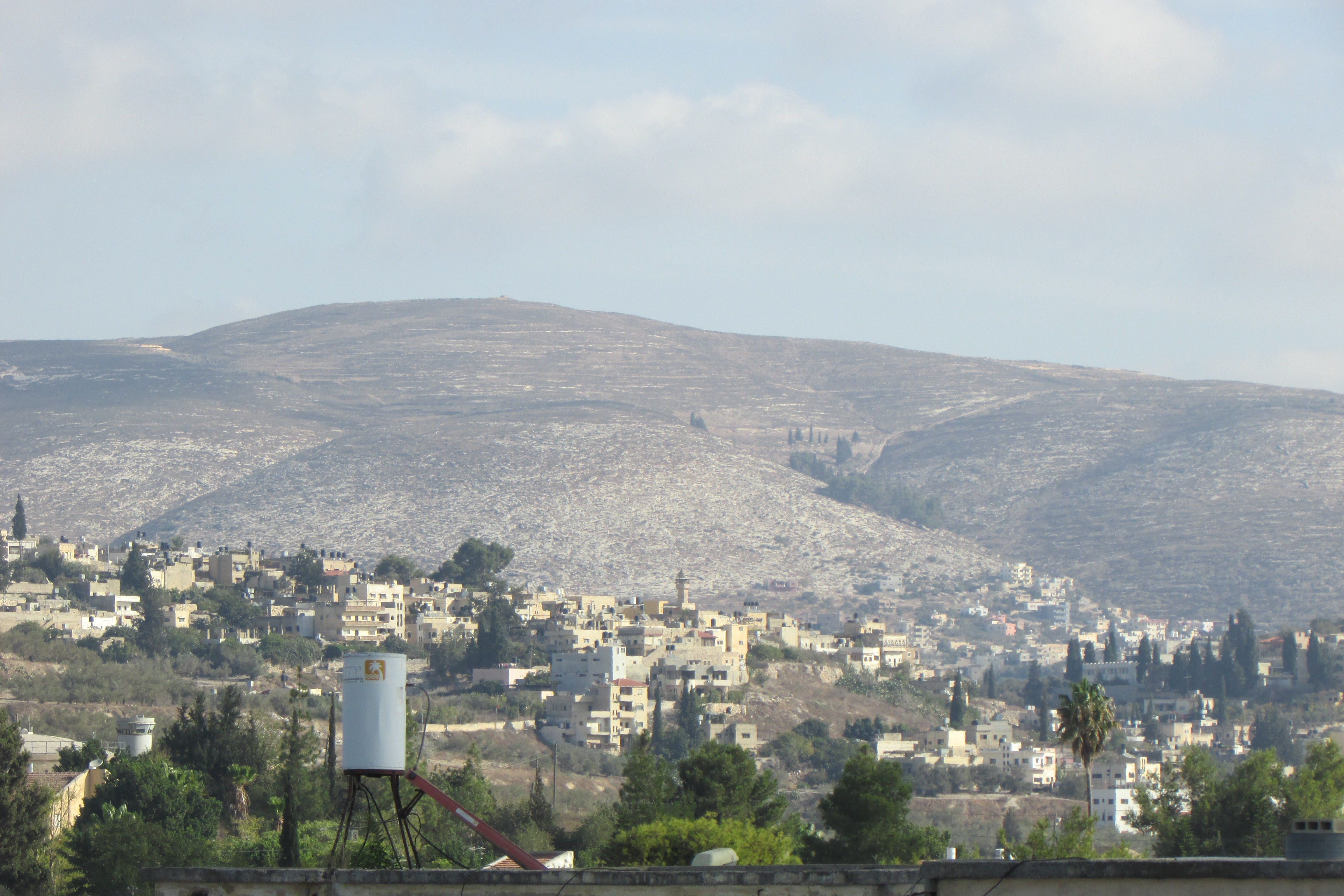
قرية بيت إمرين

## الزراعة
يزرع في القرية، الحبوب والقطاني والخضراوات والزيتون، اللوز والعنب والتين ويعتني سكانها بتربية المواشي.

## التركيبة السكانية
تتشكل التركيبة السكانية في بيت إمرين من أربع عائلات رئيسية وهي عائلة حسون (حسونة) من أصول حلبية وشامية، وعائلة سمارة، وعائلة فقيه، وعائلة عبده.

## التاريخ

### العصر القديم
تم إكتشاف قطع سيراميك من العصر البيزنطي والعصر الإسلامي المبكر.
وفقًا لمجلس قروي بيت أمرين، تم تأسيس بيت أمرين على يد عرب من منطقة برقة القريبة وقبيلة بني حسن من شرق الأردن ، والتي يسكن أعضاؤها أيضًا قراوة بني حسن . وتقع بلدة سبسطية إلى الجنوب الغربي، وقريتي إجنيسنيا ونصف جبيل إلى الجنوب، وبرقة إلى الشمال الغربي، ويصيد إلى الشرق.

### العصر العثماني
في عام 1517، تم دمج بيت إمرين في الإمبراطورية العثمانية مع بقية فلسطين. وفي عام 1596 ظهرت في سجلات الضرائب العثمانية كقرية في ناحية جبل سامي في سنجق نابلس . كان عدد سكانها 19 أسرة و2 من العزاب، جميعهم مسلمون ، كانوا يدفعون الضرائب على القمح والشعير والمحاصيل الصيفية وأشجار الزيتون والإيرادات العرضية والماعز وخلايا النحل ومعصرة الزيتون أو العنب، بإجمالي 13200 آقجة.
في عام 1667 كان هناك مجتمع أرثوذكسي يوناني في القرية.
في عام 1838 لاحظ الباحث الأمريكي في الكتاب المقدس إدوارد روبنسون أن القرية كانت تقع على الطريق المؤدي إلى جنين. وأشار أيضًا إلى أن القرية كانت تضم مزيجًا من المسيحيين اليونانيين والسكان المسلمين. في هذا الوقت كان في القرية 50 مسيحيًا وكاهنًا.
في عام 1870، قدر فيكتور جورين أن عدد سكان بيت إمرين يبلغ 700 نسمة. وأضاف قائلاً: "البيوت صغيرة ومبنية بشكل خشن، باستثناء بيت الشيخ، فهو كبير ومبني بشكل جيد. ويوجد أسفل القرية وإلى الغرب وادٍ خصيب يرويه نبع يسمى عين الدلبة"
في عام 1882، وصفها مسحٌ أجرته مؤسسة أبحاث فلسطين (PEF ) لغرب فلسطين بأنها "قرية متوسطة الحجم في الوادي عند سفح سلسلة جبال الشيخ بايزيد. وهي مبنية من الحجر، ويوجد بها نبع ماء في الوادي جنوبًا، وأشجار زيتون تحيط بها من الشرق والغرب. بعض سكانها مسيحيون يونانيون."

### عصر الإنتداب البريطاني
في تعداد فلسطين عام 1922 الذي أجرته سلطات الانتداب البريطاني ، بلغ عدد سكان بيت إمرين 527 نسمة؛ 512 مسلمًا و15 مسيحيًا، وكان جميع المسيحيين من الأرثوذكس. ارتفع عدد السكان في تعداد عام 1931 إلى 620 نسمة، منهم 13 مسيحيين و607 مسلم، في إجمالي 157 منزلاً مأهولاً.
في إحصاءات عام 1945، بلغ عدد السكان 860 نسمة، جميعهم مسلمون، ومساحة الأرض 12094 دونمًا ، وفقًا لمسح رسمي للأراضي والسكان. ومن هذه المساحة، كانت 1,442 دونمًا مخصصة للمزارع أو الأراضي المروية، و6,819 دونمًا مخصصة لزراعة الحبوب، في حين كانت 53 دونمًا عبارة عن أراضٍ مبنية (حضرية).

### العصر الإردني
بعد النكبة الفلسطينية عام 1948، وبعد اتفاقيات الهدنة عام 1949، أصبحت بيت إمرين تحت الحكم الأردني.
في عام 1961، بلغ عدد سكان القرية 1048 نسمة.

#### ما بعد 1967
منذ حرب الأيام الستة عام 1967، أصبحت قرية بيت إمرين  تحت الاحتلال الإسرائيلي، تم تصنيف 97.7% من أراضي القرية كمنطقة أ ، و1.8% كمنطقة ب ، والباقي 0.5% كمنطقة ج.
في عام 1966، تم تأسيس مجلس قروي لإدارة الشؤون المدنية في بيت إمرين، وكان أول رئيس للمجلس هو عايد يوسف عبد الرحمن احسون(أبو يوسف). يتألف المجلس من تسعة أعضاء بما فيهم رئيس المجلس الحالي أكرم الفقيه.